# Полторжицкий, Бронислав Иосифович
Бронисла́в Ио́сифович Полторжи́цкий (пол. Bronisław Półturzycki, 31 декабря 1894 года (11 января 1895 года), Несвиж, Минская губерния, Российская империя — 16 апреля 1969 года, Москва, СССР) — советский и польский военачальник, генерал-лейтенант (СССР — 11.07.1946), генерал дивизии (ПНР — 14.12.1945).

## Биография
Родился в семье Юзефа Полторжицкого (1834—1908), несвижского чиновника, участника Польского восстания 1863 года. По отцу происходил из ополяченного татарского дворянского рода Полторжицких; его двоюродный брат Иосиф Сулейманович Полторжицкий (1846—1909) был генерал-лейтенантом Российской императорской армии.
До службы в армии в 1913 году окончил Слуцкую гимназию.

### Военная служба
1 августа 1913 года поступил юнкером в Чугуевское военное училище.

### Первая мировая война
После начала войны досрочно в ноябре 1914 года выпущен в звании подпоручика и направлен в город Камышлов в 157-й запасной полк на должность командира роты. Летом 1916 года с маршевой ротой убыл на фронт. Воевал в 12-м Финляндском стрелковом полку 3-й Финляндской стрелковой бригады 22-го армейского корпуса на Юго-Западном фронте в должности начальника команды гренадеров. Затем полк в составе бригады был переведен под Петроград. За время пребывания на фронте был произведен в чин поручика и награждён двумя орденами.

### Революция и Гражданская война
В период Октябрьской революции был избран командиром 6-й стрелковой роты и членом полкового комитета. В ноябре 1917 года, после расформирования полка, демобилизован. Работал заведующим отделом народного образования в волисполкоме городе Копысь Могилевской губернии.
В Гражданскую войну в мае 1918 года добровольно вступил в РККА и был назначен военруком Копысского волостного военного комиссариата. В этой должности неоднократно участвовал в ликвидации бандитизма в Оршанском и Горецком уездах. С декабря 1918 года — военком Могилевской губернии, затем Гомельского уезда.
Весной 1919 года, в период наступления войск генерала А. И. Деникина на Южном и белополяков на Западном фронтах, в городе Гомель был сформирован укрепрайон, Полторжицкий назначен его начальником штаба. Одновременно состоял членом Гомельского уездного исполкома. В должности начальника штаба оперативной группы участвовал в подавлении антисоветского восстания Стрекопытова в Гомеле (апрель — май 1919 г.).
С декабря 1919 года — военком Мозырского уездного комиссариата Минской губернии. В октябре 1920 года по личной просьбе направлен в действующую армию и назначен начальником штаба 17-й дивизии ВНУС. Лично руководил ликвидацией бандитизма в Чериковском уезде Могилевской губернии. После заключения перемирия с Польшей в декабре дивизия была сокращена, а Полторжицкого назначили начальником штаба 49-й бригады ВНУС. С января 1921 года командовал 148-м полком ВНУС в Минске. Весной 1921 года полк влился в состав 11-й бригады 4-й стрелковой дивизии Западного фронта, а Полторжицкий был назначен в ней командиром 33-го стрелкового полка. В апреле он был арестован ЧК Белоруссии по подозрению в связях с организацией Б. Савинкова. Через 5 месяцев был освобожден и вступил в командование 33-м стрелковым полком.

### Межвоенный период
В июле 1922 года, после расформирования бригады, был назначен помощником командира 11-го стрелкового полка этой же дивизии. С ноября 1923 года — начальник школы младшего начсостава 4-й стрелковой дивизии, а после её объединения с 8-й дивизионной школой — начальник корпусной школы младших командиров 5-го стрелкового корпуса в городе Бобруйск. В июне 1924 года переведен во 2-ю Белорусскую стрелковую дивизию, где проходил службу помощником командира 5-го стрелкового полка и начальником дивизионной школы. Осенью 1924 года назначен помощником командира по хозяйственной части 6-го стрелкового полка, а 26 ноября вступил в командование этим полком.
С октября 1927 по сентябрь 1928 года проходил подготовку на курсах «Выстрел» (курс старшего комсостава). В ноябре 1929 года переведен на должность командира 53-го Рыбинского стрелкового полка 18-й Ярославской Краснознаменной стрелковой дивизии МВО, с 1 декабря 1932 года исполнял должность начальника штаба дивизии. 19 мая 1935 года назначен начальником штаба 52-й стрелковой дивизии, а с 5 ноября 1936 года вступил в должность начальника штаба 17-й стрелковой дивизии МВО в город Горький.
23 июня 1937 года уволен в запас РККА по статье 43, п. «б». Работал директором хлебной конторы Сормовского торга в городе Горьком. 22 декабря того же года арестован Управлением НКВД Горьковской области. 13 октября 1939 года осужден военным трибуналом МВО по ст. 58, п. «б» к 10 годам ИТЛ. 5 января 1940 года по кассационной жалобе Военной коллегией Верховного Суда СССР этот приговор был отменен. 11 марта освобожден из-под стражи в связи с прекращением дела и полностью реабилитирован. Работал заместителем директора базы мелкого опта Сормовского смешанного торга. Приказом НКО от 26 июня 1940 года восстановлен в кадрах РККА и назначен преподавателем тактики курсов «Выстрел», с декабря — старшим преподавателем курсов.

### Великая Отечественная война
С началом войны продолжал служить на курсах. С июня 1942 года назначен там же старшим преподавателем тактики курса старшего начсостава. В начале февраля 1943 года по личной просьбе направлен в действующую армию — в распоряжение Военного совета Северо-Западного фронта. С 16 февраля командовал 166-й стрелковой дивизией. В составе 53-й и 68-й армий дивизия участвовала в Демянской наступательной
операции. 9 марта она, перейдя в наступление на рубеже Липно, Селяха, первой из войск 53-й армии прорвала оборону сильного укрепленного противника и вынудила его к отходу от реки Ловать. 3 апреля дивизия была выведена в резерв фронта, затем в районе Пено вошла в состав 27-й армии резерва Ставки ВГК.
Из наградного листа на Б. И. Полторжицкого

 Полковник Полторжицкий в Отечественной войне yчаствует с февраля месяца 1943 года в должности командира 166-й стрелковой дивизии за период боевых действий дивизии проявил себя смелым, инициативным, тактически грамотным и волевым командиром в сложных условиях боя не теряется, а умело управляет войсками.

Командир 166-й стрелковой дивизии генерал-майор Б. И. Полторжицкий. 1943 г.

В проведенной мартовской операции на Северо-западном фронте по прорыву сильно укрепленной линии обороны противника дивизия прорвала по фронту 2,5 километровую оборону противника и продвинулась вперед на 12-15 км. В боях противник понес громадные потери в личном составе и технике, захвачены трофеи: 3 пушки, много пулеметов, винтовок и боеприпасов. Поставленная задача перед дивизией была успешно выполнена.
При передислокации дивизий к новому месту сосредоточения полковник Полторжицкий, несмотря на сжатые сроки, сумел дивизию укомплектовать личным составом, материальной частью и обучить войска сложному современному бою. Дивизия по сплолочённости к обученности войск вышла на одно но первых мест армии и готова выполнить любую поставленную задачу. Оборонные работы и совершение более 300-километрового марша дивизией выполнены хорошо.
За умелое проведение операций, сплоченность дивизии и успешное проведение марша достоин награждения орденом Красного Знамени.
В конце мая 1943 года дивизия была передислоцирована в район станции Лебедянь Рязанской области, где поступила в подчинение командующего войсками Степного ВО. С 9 июля участвовала в Курской битве, Белгородско-Харьковской наступательной операции. Её части особо отличились в боях за город Ахтырка. Выйдя на восточную окраину города, 18 августа дивизия была атакована крупными силами танков противника, поддержанными авиацией. Неся большие потери, её части стойко оборонялись. При отражении атаки они уничтожили до 30 вражеских танков. В этих боях при отражении танковой атаки Полторжицкий был тяжело ранен и госпитализирован. 15 сентября 1943 года Полторжицкому было присвоено воинское звание генерал-майор. В 1943 году вступил в ВКП(б).
После выздоровления — в распоряжении ГУК НКО, затем с 14 января 1944 года вступил в должность 2-го заместителя командира 1-го польского корпуса, формировавшегося в МВО у ст. Диво, города Смоленск. С переформированием корпуса в 1-ю Польскую армию в марте того же года назначен заместителем командующего армией по подготовке и переподготовке офицерских кадров. Там же сформировал 1-е Объединенное училище (позднее переформировано в 1-е пехотное), затем Высшие курсы усовершенствования офицерского состава. В июле 1944 года назначен начальником управления мобилизации и формирования Войска польского, с сентября одновременно исполнял должность начальника управления военно-учебных заведений Войска польского (г. Житомир). Лично занимался формированием новых дивизий для 2-й Польской армии, запасных полков и новых военных училищ. С января 1945 года освобожден от должности начальника управления мобилизации и формирования с оставлением в должности начальника управления вузов Войска польского.
Указом Президиума Верховного Совета СССР от 28 апреля 1945 года «За умелое и мужественное руководство боевыми операциями и достигнутые в ходе этих операций успехи в боях с немецко-фашистскими захватчиками» генерал-майор Полторжицкий награждён орденом Суворова II степени.

### Послевоенный период

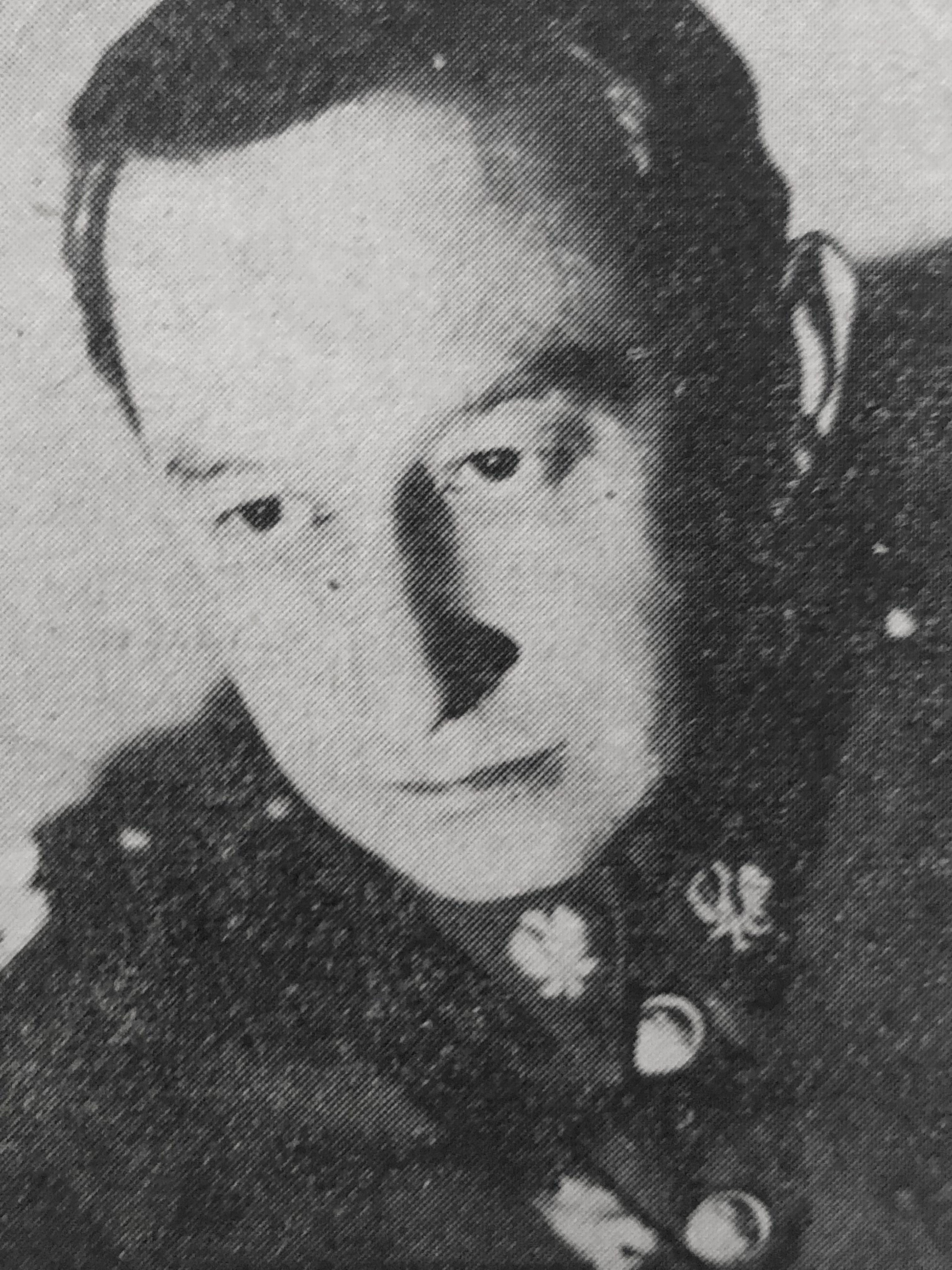
Полторжицкий в мундире Народного Войска Польского

После войны продолжал служить в Войске Польском. С сентября 1945 года — начальник управления департамента пехоты и кавалерии Войска польского, с ноября — начальник управления призыва и укомплектования Министерства национальной обороны Польши, с апреля 1946 года — начальник организационно-мобилизационного управления Генерального штаба Войска польского. В ноябре 1947 года генерал-лейтенант Полторжицкий переведен командующим войсками Поморского военного округа Войска польского, в январе 1953 года — заместитель председателя Государственной комиссии хозяйственного планирования Польши. В январе 1957 года зачислен в распоряжение ГУК. 26 февраля 1957 года был уволен в отставку. Жил в Москве.
Умер 16 апреля 1969 года. Похоронен на Новодевичьем кладбище в Москве (колумбарий, 129 секция, 16-4).

## Награды

#### СССР[4]
- орден Ленина (21.02.1945[9])
- три ордена Красного Знамени (20.08.1943, 03.11.1944 [9], 1950 [9])
- орден Суворова II степени (28.04.1945)
  -     - Медали СССР в т.ч.:

  - «XX лет Рабоче-Крестьянской Красной Армии»
  - «За Победу над Германией в Великой Отечественной войне 1941—1945 гг.»
  - «За взятие Берлина»
  - «За освобождение Варшавы»

#### Российской Империи[4]
- орден Святого Станислава III степени
- орден Святой Анны «За храбрость» IV степени

#### ПНР
- Командор со звездой ордена Возрождения Польши (1956)
- Командор ордена Возрождения Польши (1945)
- Орден «Крест Грюнвальда» II степени (1945)
- Орден «Знамя Труда» I степени (1954)
- Золотой крест «Заслуги» (1946)
- Медаль «За Варшаву 1939—1945» (1945)
- Медаль «Победы и Свободы» (1945)
- Серебряная медаль «Вооружённые силы на службе Родине» (1954)
- Бронзовая медаль «Вооружённые силы на службе Родине» (1952)
- медаль 10-летие Народной Польши (1954)
- Медаль «За участие в боях за Берлин» (1966)
- Серебряная медаль «За заслуги при защите страны»

#### ЧССР[4].
- орден Белого льва
- Военный крест